# Trung tâm Nghiên cứu Khoa học Vũ trụ UFO Sirius
Trung tâm Nghiên cứu Khoa học Vũ trụ UFO Sirius (tiếng Thổ Nhĩ Kỳ: Sirius UFO Uzay Bilimleri Araştırma Merkezi) là nhóm nghiên cứu UFO ở Thổ Nhĩ Kỳ được thành lập vào tháng 5 năm 1998. Người sáng lập và chủ tịch hiện tại của nhóm này tên là Hektan Akdogan.
Năm 1999, Hội nghị UFO quốc tế đầu tiên được tổ chức tại Thổ Nhĩ Kỳ. Sau này, những hội nghị UFO quốc tế lần thứ hai, thứ ba và thứ tư đều được tổ chức liên tiếp vào các năm 2000, 2001 và 2009.
Năm 2001, Trung tâm Nghiên cứu Khoa học Vũ trụ UFO Sirius đã góp sức thành lập nên Bảo tàng UFO Quốc tế Istanbul.